# إيك باباس
إيك باباس (بالإنجليزية: Ike Pappas)‏ هو صحفي أمريكي، ولد في 16 أبريل 1933 في فلاشينغ ‏ في الولايات المتحدة، وتوفي في 31 أغسطس 2008 بسبب قصور القلب.

## وصلات خارجية
- إيك باباس على موقع IMDb (الإنجليزية)
- إيك باباس على موقع قاعدة بيانات الفيلم (الإنجليزية)